# 秦德文
秦德文（1942年11月—），男，汉族，安徽全椒人，中华人民共和国政治人物，曾任中共安徽省委统战部部长，安徽省政协副主席，第八届全国人大代表，第九、十届全国政协委员。